# Kuchnia dominikańska
Kuchnia dominikańska – styl przyrządzania potraw charakterystyczny dla Dominikany.

## Charakterystyka
Kuchnia dominikańska jest mocno urozmaicona, co wiąże się z kilkusetletnim procesem przenikania różnych kultur kulinarnych, zarówno tubylczych (np. Indian Tainów), jak i europejskich (zwłaszcza kuchnia hiszpańska) oraz zaczerpniętych od imigrantów z innych części świata (przede wszystkim z Afryki). Ma wiele cech wspólnych z gastronomicznymi tradycjami innych karaibskich wysp. Obficie używane są ryż, który dodaje się do większości potraw i gotuje na sypko, bez woreczków, a także świeże owoce (zwłaszcza mango) i warzywa tropikalne (w głównej mierze bulwiaste oraz bogate w skrobię i węglowodany, tzw. Víveres caribeños: bataty, maniok, banany warzywne i zielone, czy dynia), owoce morza, ryby i mięsa (drób, wołowina, wieprzowina i kozie).

## Kultura kulinarna
Dania kuchni lokalnej przyrządzane są zarówno w domach, jak i konsumowane w licznych restauracjach. Weekendy spędza się najczęściej w gronie rodzinnym i gotuje wówczas w domu, przy czym popularne jest w takich sytuacjach sancocho, często w wersji siete carnes, czyli przyrządzone z siedmiu odmian mięsa. Podczas Bożego Narodzenia pieczony jest prosiak (lechon asado) lub gotuje się moro de guandules (ryż z grochem) i serwuje sałatkę ziemniaczaną. Podczas Wielkanocy spożywa się habichuelas con dulce, czyli danie ze słodkiego bobu.
Poszczególne regiony Dominikany dysponują własnymi specjałami kulinarnymi i tak na południowym wschodzie kraju, gdzie mieszkają osoby z angielskojęzycznych wysp Karaibów, popularne są johnnycakes, czyli smażone placki i knedle, nazywane są yaniqueques lub domplín i kupowane od kobiet trudniących się ich sprzedażą, nazywanych fritureras. Z górskich dolin pozyskuje się owoce spoza kręgu tropikalnego: truskawki i jabłka. Region Constanza charakteryzuje się przygotowywaniem cepa de apio, czyli kreolskiego selera (świeżego lub w formie zupy-kremu). Morskie ryby i owoce morza (marlin, mahi-mahi, czyli koryfena, dorada, homary) je się przede wszystkim w nadmorskich wioskach i kurortach. Większość ubogich mieszkańców wsi często zjada tańsze ryby gorszej jakości z dodatkiem duszonego ryżu. 
Na śniadanie zjada się najczęściej prostą kanapkę z ciepłym napojem lub sokiem owocowym albo mangú (kaszę bananową) z jajkiem na twardo i smażonym salami z cebulką. 
Z przypraw dominują cebula, czosnek, kolendra i jej liście, aji cubanela (pieprz) i oregano.
Na desery serwowane są głównie specjały europejskie, m.in. flan, a także quesillo, dulce de leche i tres leches. Dominikańskie desery zawierają częstokroć majarete, czyli słodki kukurydziany pudding (majarete). Dodatkowo serwowany jest mala rabia, rodzaj kompotu o konsystencji syropu z batatów i owoców. Owoce jada się przez cały dzień, a dominują w tym zakresie ananas, pomarańcza, grejpfrut, papaja i kokos. Kakao dominikańskie należy do najlepszych na świecie, a kraj zajmuje pierwsze miejsce (2018) w produkcji i eksporcie kakao organicznego (możliwe jest zwiedzanie plantacji i fabryk czekolady). Również kawa dominikańska reprezentuje wysoką jakość i jest jedną z głównych atrakcji ekoturystycznych Dominikany.
Oprócz dań rodzimych na całej Dominikanie popularne są restauracje kuchni innych narodów, więc nie ma problemów z jedzenie dań kuchni europejskich, meksykańskiej, czy azjatyckich.
Tożsamość kuchni dominikańskiej pielęgnowana jest przez Centro Cultural Gastronómico Casa Caribe (pierwsza tego typu instytucja w regionie karaibskim). Promocja rodzimych dań odbywa się m.in. podczas festiwalu kulinarnego Taste Santo Domingo.

## Dania kuchni dominikańskiej

### Przystawki i dodatki
- płaski i okrągły, bogaty w błonnik chleb maniokowy casabe (nabywany głównie w małych, rodzinnych sklepach spożywczych nazywanych colmados, ale dostępny też w supermarketach),
- małe placki (klasyfikowane też jako pierogi) z manioku nadziewane mięsem catibías,
- ryż locrio, przyrządzany podobnie jak hiszpańska paella[3].

### Zupy
- asopao (rosół z kurczaka, innego mięsa lub krewetek)[2],
- sopa de mondongo (zupa typu flaki).

### Dania główne
- ryba z kokosem,

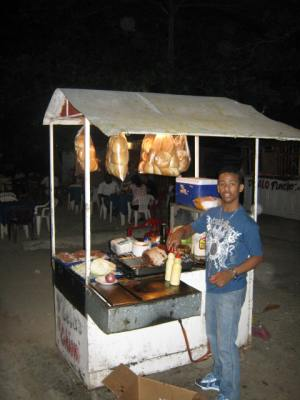
Uliczne stoisko z burgerami

- kozie mięso chivo liniero, w tym chivo liniero z mięsa kóz pasionych liśćmi dzikiego oregano, spożywane na północnym wschodzie,
- krewetki camarones de Sánchez,
- mangú (kasza bananowa),
- sancocho (w wersji dominikańskiej jako duszone różnorakie mięsa z bananami, bardzo zróżnicowane w zależności od regionu),
- La bandera (danie w kolorach flagi dominikańskiej: biały ryż, mięso, czerwona fasola i smażone banany),
- pieczeń wieprzowa,
- puerco en puya (wieprzowina wędzona w dołku),
- kawałki smażonego kurczaka pico pollo (rodzaj fastfoodu),
- chicharrones de pollo (kawałki kurczaka smażone w głębokim oleju),
- kilkuwarstwowe danie fastfoodowe yaroa dostępne na ulicach: frytki, sosy (ketchup, majonez, sos serowy), ser, mięso mielone lub z kurczaka (ewentualnie miks tych mięs), kolejne sosy i kolejna warstwa sera[2],
- moro de gandules con coco (danie z nikli indyjskiej, czyli odmiany dalu, z kokosem),
- samaná's pescado con coco ryba serwowana z sosem z mleczka kokosowego),
- chenchen (rozgotowana kukurydza w ziołowej marynacie),
- risotto de Chivo w sosie kokosowym, z dodatkiem groszku[3].

### Desery
- paluszki kokosowe,
- canuiñas (słodycze na bazie kokosa),
- mala rabia (deser z bananów, gujawy i batatów),
- fasolka na słodko,
- jalao (miód z kokosem),
- ciasteczka kokosowe conconete,
- ciasteczka sezamowe alegría,
- słodycze mleczne[3].